# Kolumna Zwycięstwa w Oleśnicy
Kolumna Zwycięstwa w Oleśnicy – zabytkowa kolumna na oleśnickim rynku (województwo dolnośląskie), odsłonięta 10 maja 1873 roku. Był to pierwszy pomnik tego typu upamiętniający zwycięstwo Prus nad Francją w 1871 roku (wojna francusko-pruska).
W 1964 roku dokonano zmian w wyglądzie kolumny i umieszczono na niej pamiątkowe tablice z okazji Tysiąclecia Państwa Polskiego i 20. rocznicy wyzwolenia Oleśnicy. W 1983 roku podczas burzy posąg spadł i się rozbił. W 1989 roku kolumnę zwieńczono kopią figury, a oryginał trafił do muzeum. W 2002 roku przeszła ponowną renowację.

## Historia
Po zwycięstwie Prus nad Francją w 1871 roku w Oleśnicy, wówczas należącej do Królestwa Prus, które z kolei było częścią Cesarstwa Niemieckiego, postanowiono uczcić ten fakt budową specjalnego pomnika. Pierwotnie miał on stanąć poza centrum miasta. Jednak ostateczna propozycja zakładała budowę reprezentacyjnego pomnika na rynku miejskim, przed ratuszem miejskim. W 1872 roku zatwierdzono projekt wrocławskiego architekta Carla Lüdeckego. Zaproponował on koryncką kolumnę w stylu klasycystycznym, umieszczoną na prostokątnym cokole i styloblacie, która zwieńczona byłaby posągiem bogini Wiktorii (utożsamianej z grecką Nike). Całość, od nasady cokołu do szczytu kolumny miała mieć 12 m. Projekt posągu bogini wykonał rzeźbiarz August Wittig. Miał być odlany ze stopu cynku i aluminium i przedstawiać zstępującą na kulę ziemską postać, której towarzyszyły jej atrybuty: skrzydła, wieniec laurowy (zwycięstwo) i gałązka palmowa (męczeństwo). Odlew sygnowany jest przez odlewnię M. Czarnikow & Co. z Berlina.
Na cokołach umieszczono cztery medaliony:
- od frontu umieszczono Krzyż Żelazny,
- z prawej strony pomnika znalazł się napis „Den Lebenden zum Vorbild”  (Żyjącym na wzór),
- z lewej strony pomnika znalazł się napis „Den Totden zum Ruhm” (Poległym na chwałę),
- na medalionie z tyłu umieszczono napis „Wir Sind Einig Volk und Brüder” (Jesteśmy zjednoczeni jako naród i bracia).

Pomnik odsłonięto 10 maja 1873 roku z okazji 2. rocznicy podpisania traktatu pokojowego kończącego wojnę francusko-pruską (1870–1871). Był to pierwszy tego rodzaju pomnik na terenie Niemiec, ukończony kilka miesięcy przed berlińską Kolumną Zwycięstwa, na której był wzorowany. W 1921 roku posąg Nike uległ uszkodzeniu i został oddany do naprawy.
W 1964 roku z okazji 1000-lecia Państwa Polskiego oraz 20. rocznicy wyzwolenia Oleśnicy na pomniku umieszczono prostokątne tablice przypominające o wspomnianych wydarzeniach (na froncie umieszczono napis „W XX rocznicę wyzwolenia ziemi oleśnickiej i 1000-lecia państwa polskiego – Społeczeństwo Ziemi Oleśnickiej”).
W 1983 roku wskutek wichury posąg spadł i uległ uszkodzeniu. Po jego sklejeniu odlano jego kopię, którą umieszczono na szczycie pomnika. Oryginał przekazano do muzeum, a potem do Oleśnickiego Domu Spotkań z Historią.
W 2002 roku przeprowadzono renowację kolumny, podczas której tablice z 1964 roku zastąpiono prostokątnymi tablicami z piaskowca, już bez napisów.

## Galeria

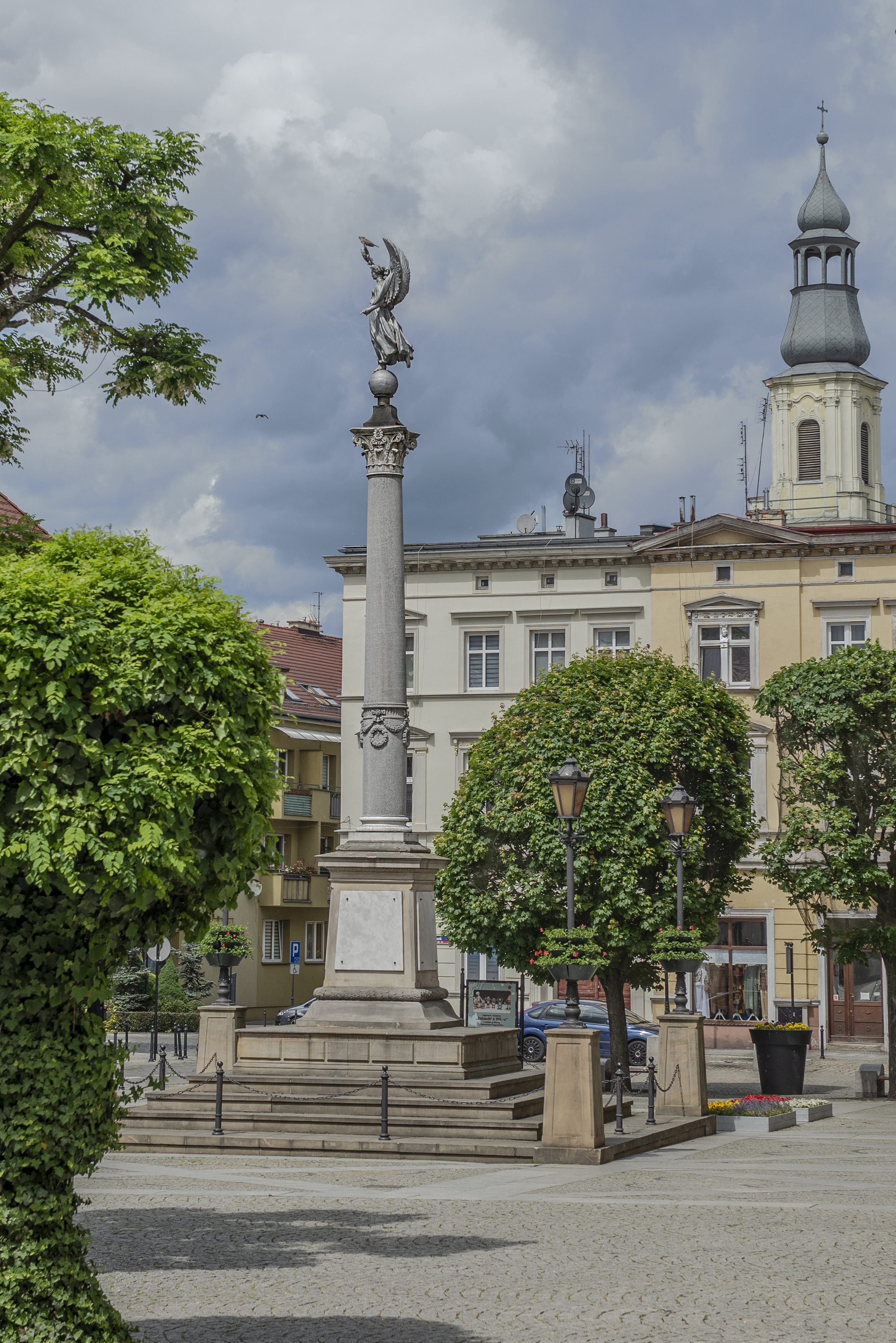
Kolumna (2022)
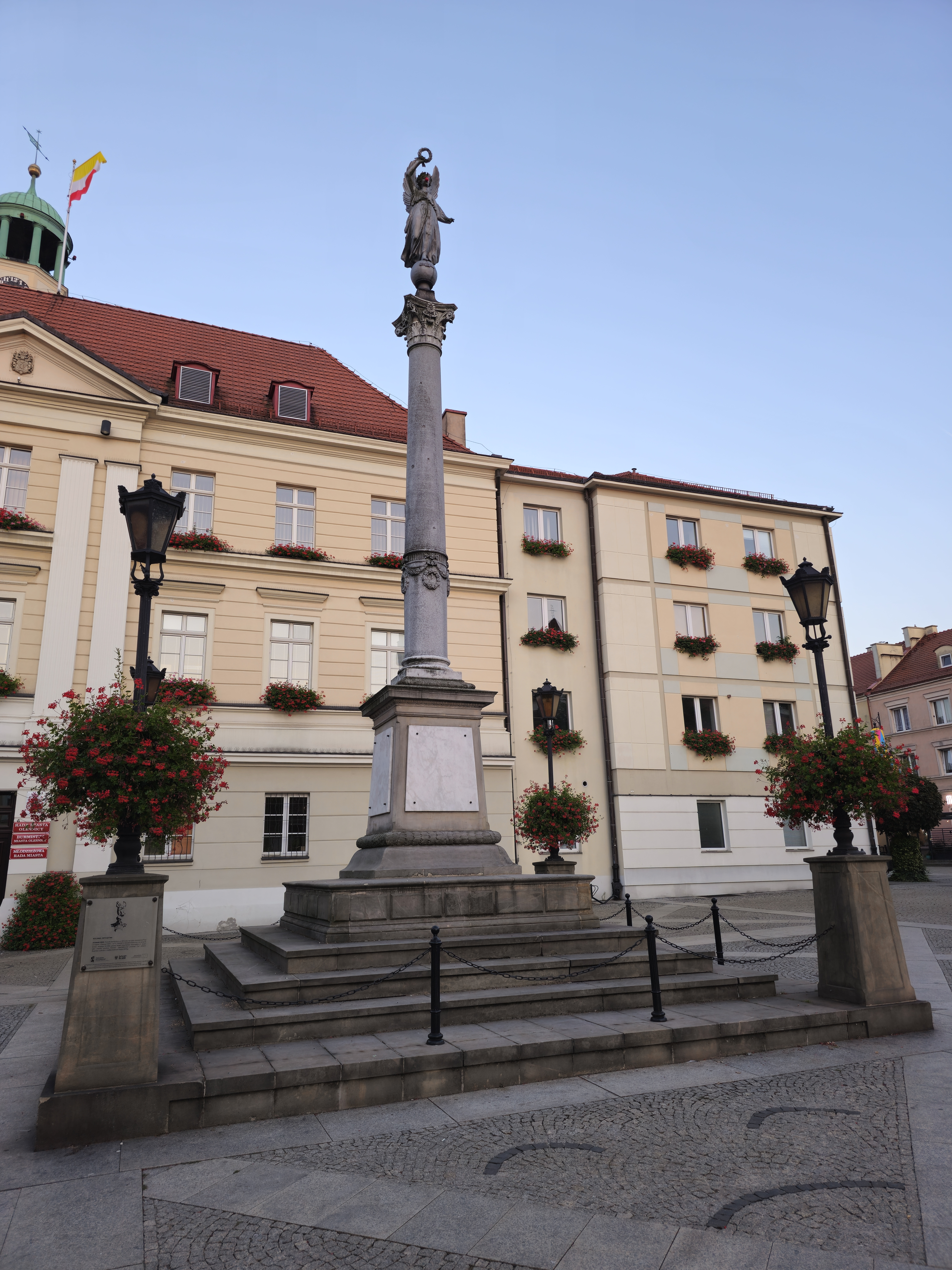
Kolumna od frontu (2024)
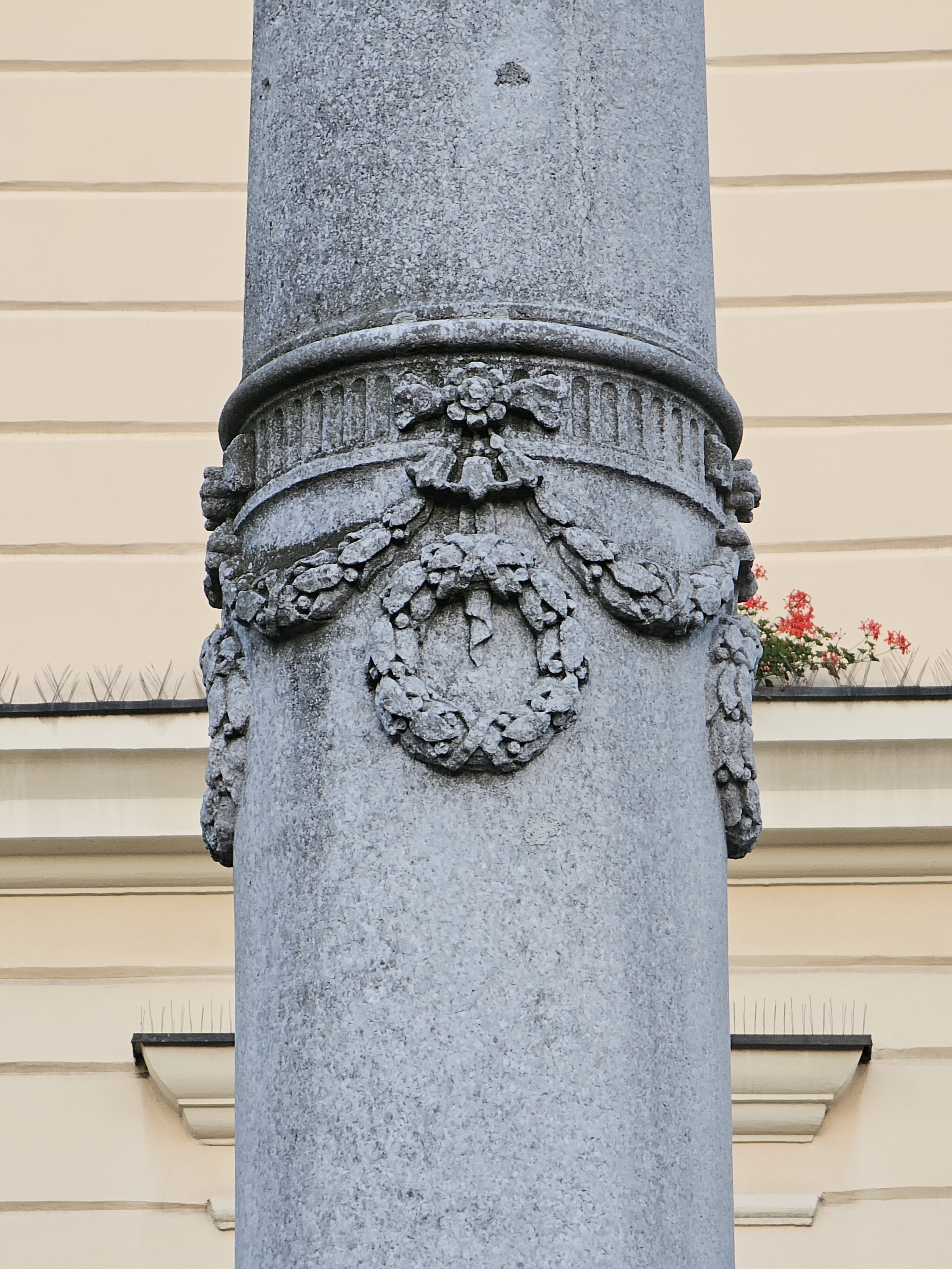
Zdobienia kolumny (2024)
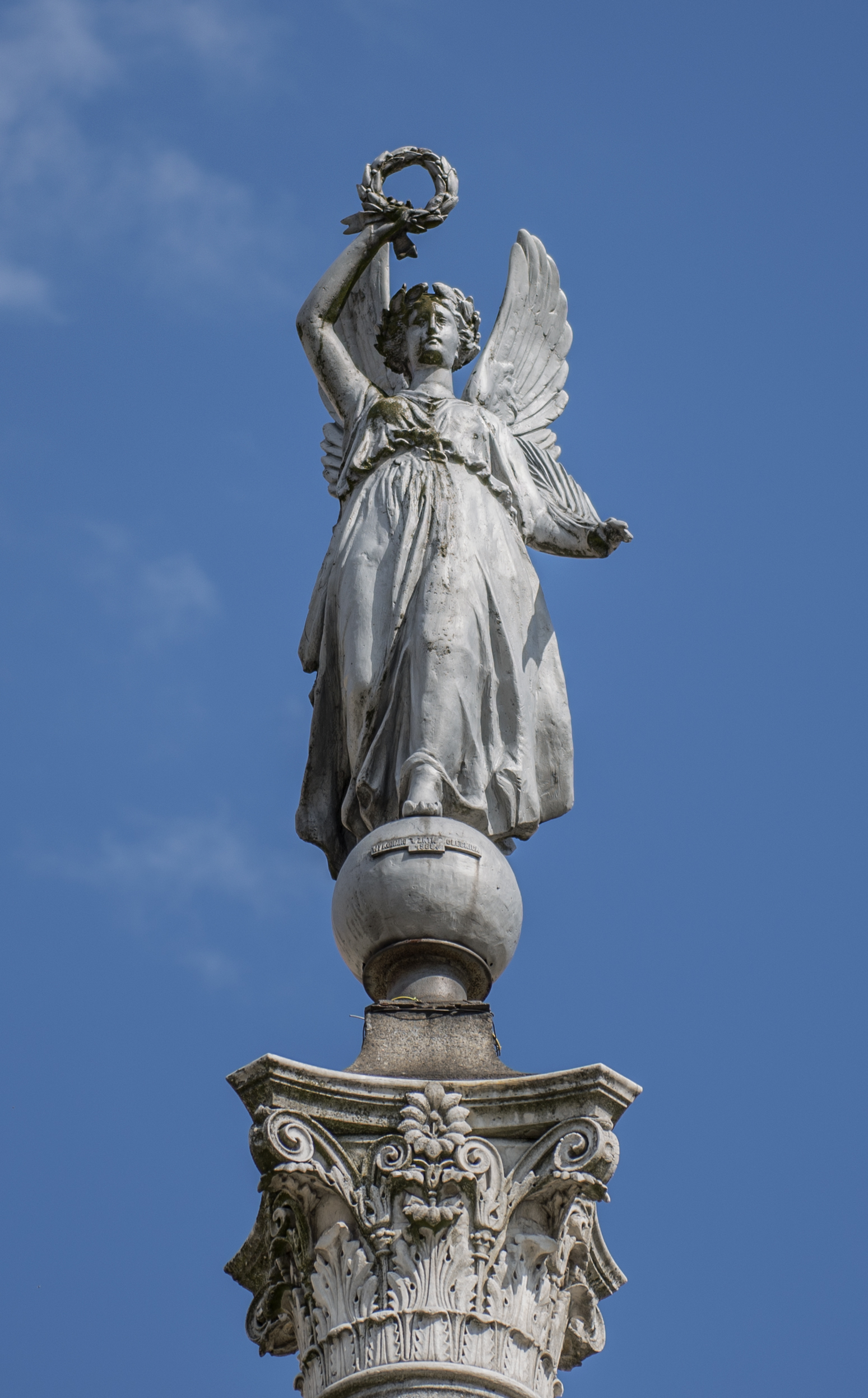
Posąg Nike (2017)
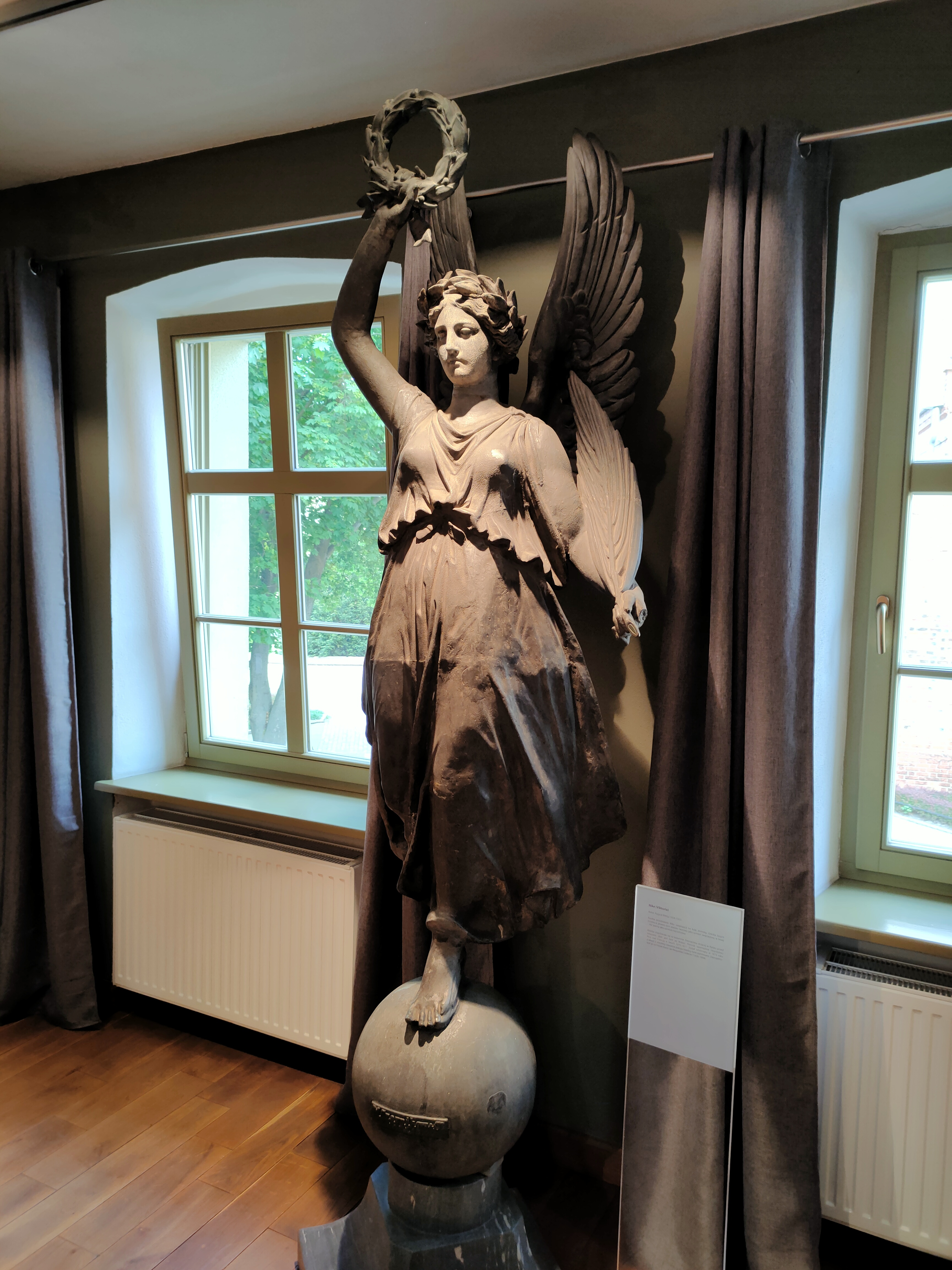
Oryginalny posąg w Oleśnickim Domu Spotkań z Historią (2024)